# Coalition d'Auvergne
 (août 2025).
Si vous disposez d'ouvrages ou d'articles de référence ou si vous connaissez des sites web de qualité traitant du thème abordé ici, merci de compléter l'article en donnant les références utiles à sa vérifiabilité et en les liant à la section « Notes et références ».
La coalition d'Auvergne est un mouvement d'opposition à la révolution bourgeoise créé à Fribourg et actif dans la Midi et le Sud-Ouest de la France entre 1789 et 1792.

## Composition
Le carnet écrit par le marquis d'Espinchal donne la liste des 308 signataires de la coalition.
En effet, plusieurs de ses fondateurs et de ses membres étaient originaires de la Haute Auvergne :
- Joseph-Thomas-Anne d'Espinchal, marquis de Massiac (1748-1823),
- Annet VII de Lastic (1772-1866), dit Annet de Vigouroux
- Jean-Joseph de Méallet de Fargues, seigneur de Fargues,
- François-Alexandre de Peyrusse d'Escars, seigneur de Laroquebrou (1765-1792),
- Pierre-François de Saint-Martial, seigneur de Conros, député aux États généraux,
- François-Louis Lacarrière, seigneur de Comblat,

Pour la Basse-Auvergne :
- Amable Gilbert Dufraisse du Cheix[1],[2] (1756-1807), seigneur du Cheix, lieutenant général à la sénéchaussée de Riom, en 1783, élu député du tiers aux Etats-Généraux par la sénéchaussée de Riom, en 1789.